# Buddhizmus a Fülöp-szigeteken
A buddhizmsu a Fülöp-szigeteken kisebbségi vallásnak számít. 2016-ban a lakosság körülbelül 2%-át becsülte buddhista elköteleződésűnek az amerikai Fülöp-szigeteki Köztársaság Örökös Missziója (Permanent Mission of the Republic of the Philippines).

## Története

A buddhizmus terjedése a 6. századtól kezdve az észak-indiai szülőhazából (sötét narancssárga) a buddhista birodalmakig (narancssárga) és a buddhizmus elterjedésének történelmi területei (sárga). Mahájána (vörös nyíl), théraváda (zöld nyíl) és tantrikus vadzsrajána (kék nyíl).

A buddhizmus legkorábbi régészeti emlékei a Fülöp-szigeteken a 9. századra nyúlnak vissza, amikor a vadzsrajána a buddhizmus egyik uralkodó irányzata volt. Írásos emlékeket ebből az időből nem találtak, feltehetően az íráshoz használt bambusz és különböző levél anyagok mulandó természete miatt. Néhány forrásból az derül ki, hogy a buddhizmus jelen volt a szigeteken a kelet-ázsiai buddhizmus és a nyugati gyarmatosítók érkezése előtt is. A szigeteket felépítő független államokban éltek buddhista közösségek, bár a lakosság túlnyomó többsége a népi vallásokhoz kötődött.
A vadzsrajána buddhizmus a Fülöp-szigeteken a hajós kereskedelemhez köthető, ugyanis a szigetek kereskedői olyan hagyományosan buddhista államokkal kereskedtek, mint India, Srí Lanka, Kambodzsa, Kína és Japán. Az ázsiai óceánok hajós kultúrájában egy összetett ezoterikus buddhizmus fejlődött ki.
1918-ig ismeretlen volt a nyugati történelem számára a szumátrai Srívidzsaja birodalom és a jávai Madzsapahit birodalom egyaránt. Ekkor tett említést   róluk először George Coedes, a Távolkeleti Francia Iskola (Ecole Francaise d’Extreme Orient) a kínai Tang és Szung császári dinasztiákról szóló tudományos írásában. Ji-csing, kínai szereztes és tudós, 687-től két éven át tartózkodott Szumátrán útban India felé. Ő tett említést a srívidzsajai pompáról: "A buddhizmus virágzott Délkelet-Ázsia szigetvilágában. A királyok és törzsfőnökök a déli-tengereken csodálják és üdvözítik a buddhizmust. Tiszta szívvel igyekeznek jó dolgokat cselekedni." A Srívidzsaja birodalomban 600 éven át virágzott a buddhista kultúra (650-től 1377-ig, Palembang, Szumátra). A mandala mintát formázó, hegyre épült közép-jávai Borobudur impozáns emlékként maradt fenn ebből a korból. A Szailendra királyok három generációja építette ezt a templomot, amely a vadzsrajána buddhisa kozmológiát három dimenzióban jeleníti meg. Később, a jávai Madzsapahit birodalom vette át a hatalmat a térségben, amely vezető Délkelet-Ázsiában buddhista központtá nőtte ki magát 1292 és 1478 között. Mindkét birodalomban az théraváda aszkétikus hagyományok kiegészültek a vadzsrajána rituális szertartásaival a 7. század környékén.

### Régészeti leletek
A fülöp-szigeteki régészeti leletek között található néhány buddhista eredetű. A stílusuk a vadzsrajána buddhizmusra emlékeztet, és a többségük a 9. századra datálható. A kézműves alkotások a Srívidzsaja birodalom, illetve a Fülöp-szigetek korai államainak a vadzsajána ikonográfiájára emlékeztet. Megkülönböztethető jegyek arra engednek következtetni, hogy azok a szigeteken készültek, és arról árulkodnak, hogy a készítőik jártasak voltak a buddhista kultúrában és irodalomban. Azt is feltételezik, hogy a megtalálási helyükön is élhettek buddhista elhivatottságú emberek.
1225-ben a Csao Ru-kua, egy Fucsien tartományból származó kínai hajós kereskedő írta Csu fan csi ("Történetek barbár népekről") című könyvében egy maji nevű országgal való kereskedéséről a következőket:

„Maj ország Borneótól északra található. A helyiek főleg falvakban élnek a folyó túlsó partján, szövetanyaggal fedik testüket, vagy ágyékkötőt használnak. A vadonban szétszóródva élő népeknek ismeretlen eredetű, fémből készült Buddhát ábrázoló képeik vannak.”

„A spanyol gyarmatosítok által talált taglog szokások finomsága nagyon különbözik a más tartományokban élő azonos nemzetből valókétól, és Luzon lakosságától is, amely tulajdonítható a buddhizmus hatásának is. Találhatók réz buddhát ábrázoló képek.”

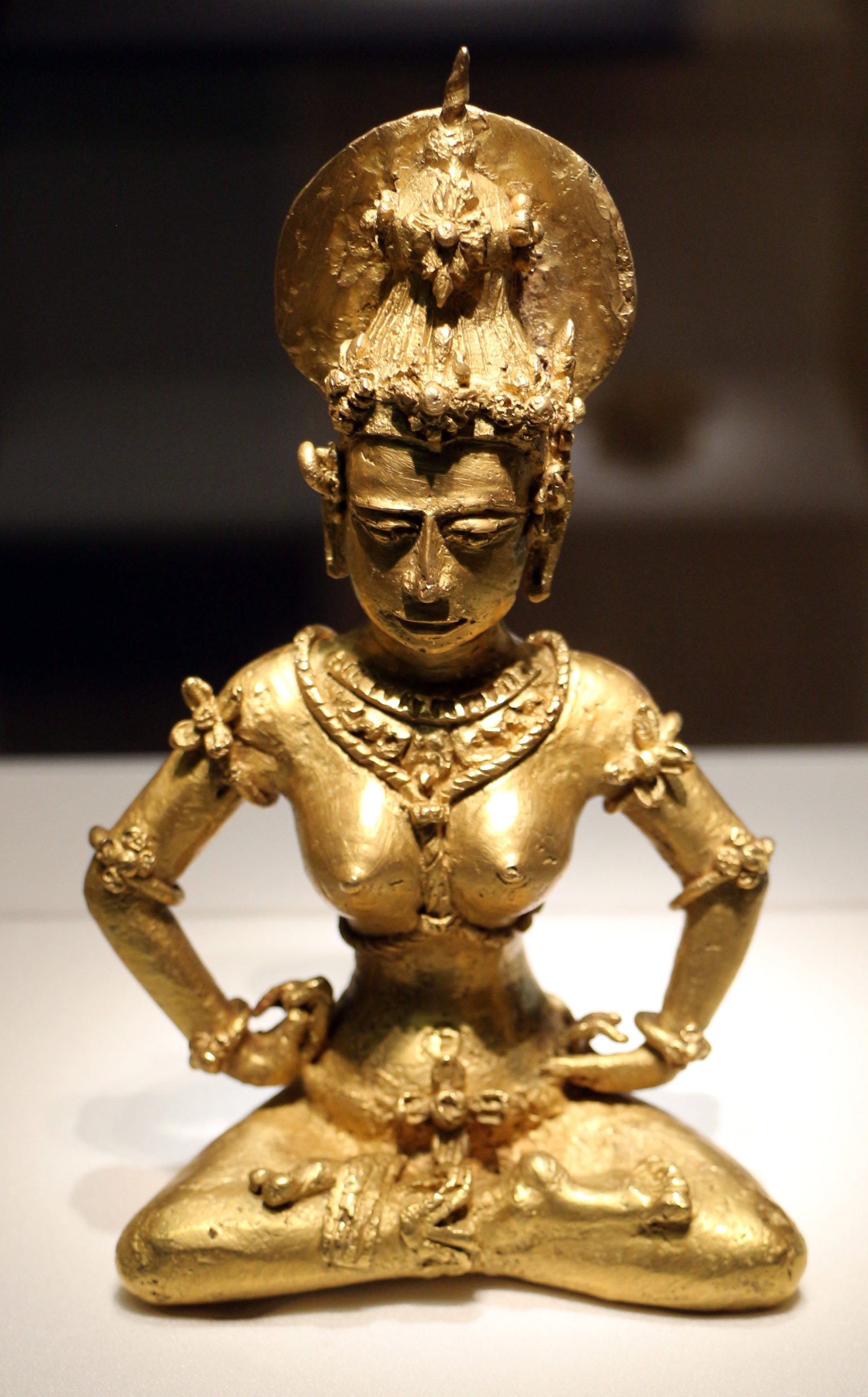
2kg-os 21 karátos aranyszobor, amelyet egy chicago-i múzeumban (Field Museum of Natural History) őriznek.

Tára istenség aranyszobra a legjelentősebb buddhista kézműves tárgy, amely a vadzsarjána hagyományban az abszolút szimbóluma, a bölcsesség szíveszenciája, amely a szereteten és az együttérzésen keresztül kerül kifejezésre. Ebben a szigetvilágban a hindu isteneket ábrázoló szobrokat elrejtették az iszlám érkezésétől tartva. 1918-ban Aguszan-ban találtak rá egy két kilogrammos aranyszobrot, amelyet a tudósok 900–950 környékére datáltak, amely a Szailendra kort jelenti. A tárgy stílusa azonban eltér a térségben talált más tárgyakétól. Gazdagon díszített a fejdísze és sok egyéb dísz borítja a teste különböző részeit. A tudósok a 13-14. századra becsülik a keletkezésének az idejét. Helyi kézművesek készíthették egy jávai mintát másolva. A hozzá felhasznált aranyat feltehetően a jávaiak Butuanban működtetett bányájából származhatott. Agusan del Sur-ban egy másik aranyszobrot is találtak, amely a hindu és buddhista mitológiában is szereplő Kinnarát ábrázolja. Ezen kívül még sok aranytárgy került elő az ásatások során a 9. századi Srívidzsaja birodalom idejéből. A régészeti emlékek között vannak buddhista tárgyak is, amelyek vadzsrajána stílusra emlékeztetnek. Ezek között szerepelnek legendás madárszerű garuda alakok és néhány Padmapani kép. Ez utóbbit Avalókitésvara megtestesülésének is tartják, aki az együttérzés megvilágosodott bódhiszattvája.
A fennmaradt buddhista emlékek zöme a Tabon-barlangokból került elő. Philip Maise kutatásai között szerepelnek óriási szobrok és egy festmény, amelyről azt állítja, hogy a Vu Cseng-ennek tulajdonított Nyugati utazást ábrázolják. Milton Osborne és más tudósok kihangsúlyozzák, hogy annak ellenére, hogy ezek a hiedelmek eredetileg Indiából erednek, elérték a Fülöp-szigeteket is délkelet-ázsiai kultúrákon keresztül.

#### Butuan
Bizonyított, hogy 1001-re Butuan már kapcsolatban állt a kínai Szung-dinasztiával. Évkönyvükben feljegyezték a császári udvarban elsőként megjelenő Butuanból származó törzsi missziót 1001. március 17-én. Butuant (P'u-tuan) kis hindu országként említi a könyv, buddhista uralkodóval, rendszeres kereskedelmi kapcsolattal a Csampa-királysággal, illetve időszakos kapcsolattal Kínával.

### Jelenkor
A buddhizmus két létező legfőbb hagyománya megtalálható a szigeteken. Vannak mahájána kolostorok, templomok, világi szervezetek, meditációs központok és csoportok, mint például a Fo Kuang San, a Soka Gakkai International, és egy nemzetközi nicsiren buddhista szervezet, amelyet Japánban alapítottak. A Maha Bódhi Társaság zen körét 1998 októberében alapították. Országszerte több templomot tart fenn a Fo Kuang Shan fő ágához tartoztó Fo Kuang San Manila.
Délkelet-ázsiai elhelyezkedése ellenére a théraváda irányzat jelenléte halványabb, mint a mahájánáé. A Fülöp-szigeteki Théraváda Buddhista Társaság rendszeresen tart gyűléseket és támogatja az országban a théraváda hagyományokat. Létezik egy nem egyházi S. N. Goenka vipasszana meditációs központ Quezon tartományban.

## Hatása a fülöp-szigeteki nyelvekre
Szinte az összes fülöp-szigeteki bennszülött nyelv szókincsére jelentős hatással volt a szanszkrit, illetve kisebb mértékben a páli nyelv is.

## Külső hivatkozások

### Théraváda
- Dhammaphala, Goenka meditációs központ
- Philippine belátás meditációs közösség Archiválva 2021. október 26-i dátummal a Wayback Machine-ben

### Mahájána
- Mabuhay Temple Archiválva 2022. június 12-i dátummal a Wayback Machine-ben, Fóguāngshān templom
- Ocean Sky Chán kolostor
- Tzu Chi Philippines
- Palyul Tibetan Buddhista Templom
- Japanese Nichiren Shoshu Buddhista Templom
- Korean Buddhista Templom